# Барютин, Иван Тимофеевич
Ива́н Тимофе́евич Барю́тин (6 января 1868, Москва — 30 августа 1928) — русский архитектор, один из мастеров московского модерна и церковной архитектуры.

## Биография
Родился 6 января 1868 года в семье малоярославецкого мещанина Тимофея Трофимовича Барютина, мать — Александра Феодосиевна. Крещен 9 января в Храм Троицы Живоначальной в Троицкой слободе.
Выходец из купеческой семьи. В 1885 году поступил в Московское училище живописи, ваяния и зодчества, закончил его в 1891 году с Малой и Большой серебряными медалями. Классный художник архитектуры, И. Т. Барютин в течение десяти лет работал помощником у архитектора А. С. Каминского, осуществляя часть его строительных заказов. Позднее служил архитектором при Императорском Московском Обществе охотников конского бега. Многие постройки архитектор возвёл по заказу городского главы Егорьевска купца Н. М. Бардыгина. После революции И. Т. Барютин строительной практики не имел.
Доктор искусствоведения М. В. Нащокина отмечает присутствие в постройках архитектора в стиле модерн композиционной и декоративной оригинальности, которые выделяли их из ряда других зданий и сооружений, построенных в этом стиле. И. Т. Барютин имел широкий творческий диапазон, проектировал доходные дома в стиле модерн, церкви в традициях деревянного зодчества, создавал резные иконостасы и росписи; нередко по заказам семьи Бардыгиных выполнял и декоративные работы: рисунки ларцов, блюд, предметов интерьера.
Похоронен на Лазаревском кладбище.

## Семья
- Брат — Николай Тимофеевич Барютин (род. 4 мая 1861)[4]
  - Племянник — Николай Николаевич Барютин (псевдоним Амфиан Решетов) (22 февраля 1889—1960), поэт
- Брат — Михаил (род. 28 октября 1869)
- Брат — Сергей (род. 27 августа 1871)

## Постройки
- Церковь Иконы Божией Матери Знамение (1886—1889, с. Алёшино Егорьевского района Московской области); в 1947—2008 — старообрядческая церковь Святого Георгия Победоносца; сейчас вновь Церковь Знамения[5][Комм 1];
- Собор Успения Пресвятой Богородицы в Рдейской пустыни, совместно с А. С. Каминским (1897—1902, Холмский район Новгородской области), руинирован[6];
- Церковь Николая Чудотворца (1888, Волоколамский район, бывшее село Лихачёво, ближайшее селение — деревня Пагубино), руинирована[7];
- Отделка интерьера Храма Сергия Радонежского в Рогожской слободе (1890—1900, Москва, Николоямская улица, 59);
- Богадельня Н. М. Бардыгина (1892, Егорьевск, территория Свято-Троицкого женского монастыря);
- Церковь Николая Чудотворца (1892—1911, Горки Коломенского района Московской области)[8];
- Беговая беседка Московского ипподрома на Ходынском поле, совместно с С. Ф. Кулагиным, при участии С. М. Жарова (1894, Москва, Беговая улица, 22) — перестроена в 1951—1955 годах академиком И. В. Жолтовским; объект культурного наследия регионального значения[9];
- Колокольня собора Александра Невского (1894, Егорьевск, пл. Александра Невского, 1)[10];
- Расширение и переустройство Троицкой церкви, постройка ограды с башнями и другие сооружения Свято-Троицкого Мариинского женского монастыря (1897—1900, Егорьевск, Владимирская улица, 2)[11];
- Дом трудолюбия Общества для пособия бедным (1899—1900, Егорьевск);
- Церковно-приходская школа (?) (1890-е, Егорьевск);
- Перестройка, отделка отдельных интерьеров дома и строительство беседки во владении Н. М. Бардыгина (1890-е, Егорьевск, Советская улица, 87-89) — сохранились частично;
- Дача Н. М. Бардыгина (1890-е, Егорьевский район, при д. Старой), не сохранилась;
- Дачи егорьевских купцов (1890-е, на Жуковой горе близ Егорьевская);
- Отделка интерьера (ризница, иконостас) Церкви Иконы Божией Матери Всех Скорбящих Радость на Калитниковском кладбище (1890-е, 1903, Москва, Большой Калитниковский проезд, 11)[12];
- Странноприимный дом и гостиница в Саровской пустыни (1890-е, Саров);
- Бронзовый иконостас храма Саровской пустыни (1890-е, Саров);
- Собственный доходный дом И. Т. Барютина (1901, 1914 (надстройка), Москва, Мещанская улица, 14), не сохранился;

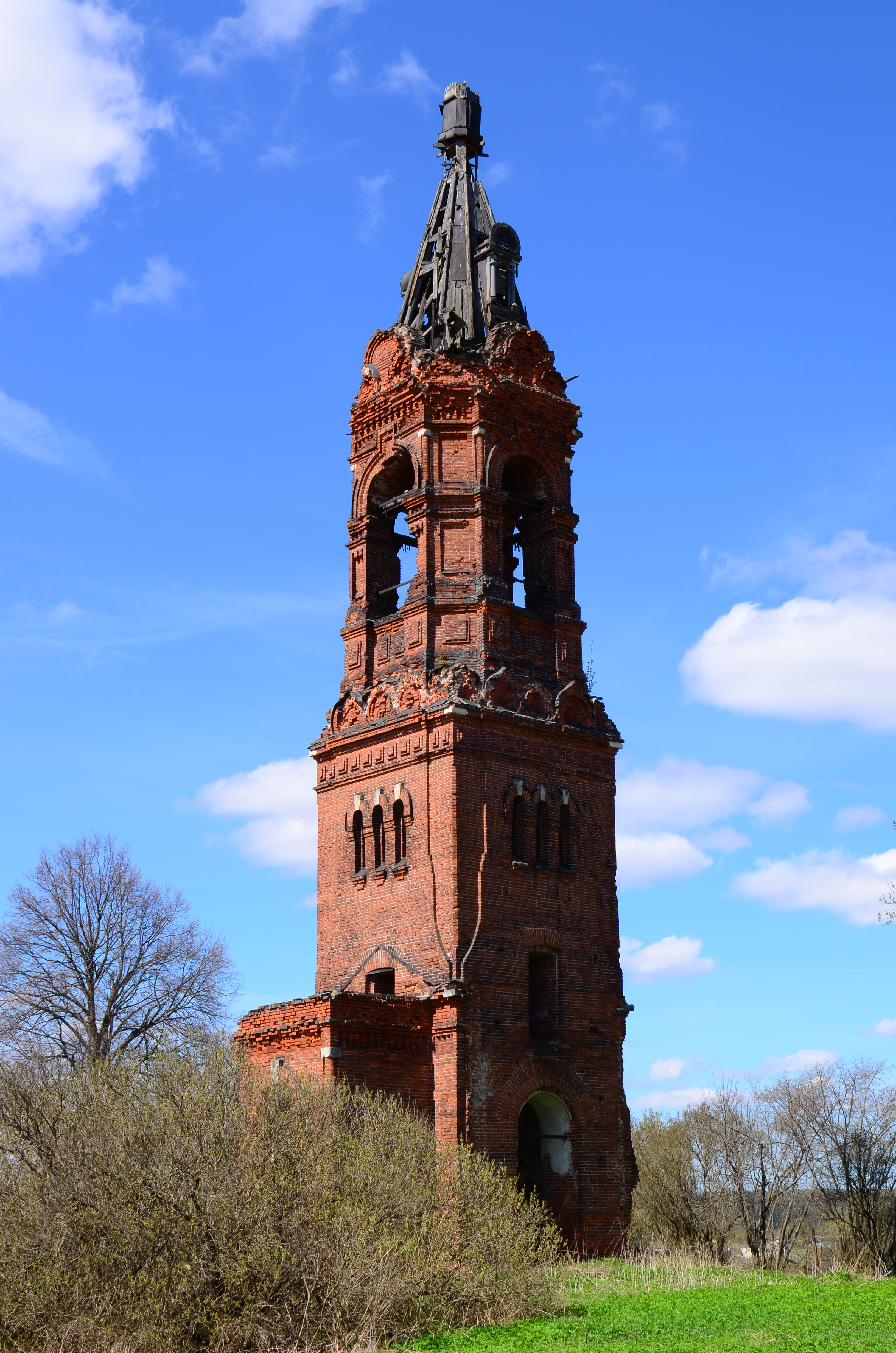
Церковь Рождества Христова д.Языково

- Церковь Рождества Христова (1901—1903, д. Языково Дмитровского района Московской области), сохранилась колокольня[13];
- Церковь Сергия Радонежского в Шереметевке (деревянная) (1901—1903, Москва, Кусковский просек, у д. 2, стр. 1), не сохранилась[14];
- Пристройка к производственному корпусу на Шаболовском пивоваренном заводе Торгового дома «Карнеев, Горшанов и К°» (1901—1903, Москва, Шаболовка, 13);
- Церковь Иконы Божией Матери Всех Скорбящих Радость в Скорбященском Хмелевском монастыре (1901—1903, с. Хмелево Киржачского района Владимирской области), не сохранилась[15];
- Строительство лакокрасочного завода Мамонтовых (1902, Москва, Звенигородское шоссе, 3);
- Доходный дом с магазинами М. И. Мишина (1902, Москва, Мясницкая улица, 18);
- Доходный дом Требачева (1903, Москва, Большой Конюшковский переулок), не сохранился;
- Перестройка дома Сапожникова (1903, Москва, Каланчёвская улица), не сохранился;
- Перестройка собственного особняка (1907, Москва, улица Щепкина), не сохранился;
- Егорьевское механико-электротехническое училище имени Цесаревича Алексея (1909, Егорьевск, Профсоюзная улица, 30-32);
- Пристройка к храму Троицы Живоначальной у Салтыкова моста (?) (1900-е, Москва, Самокатная улица, 3/8);
- Перестройка, изменение фасадов и интерьеров главного дома усадьбы Н. М. Бардыгина (1900-е, Егорьевск, Октябрьская улица, 62/7);
- Дом для священников в Свято-Троицком Мариинском девичьем монастыре (1900-е, Егорьевск, улица Тупицына, 25);
- Особняк Г. В. Бардыгиной (Э. Г. Марк) (1911, Москва, улица Воронцово Поле, 6-8), выявленный объект культурного наследия[9];
- Перестройки во владении Т. Д. Шелапутина (1911, Москва, Большой Черкасский переулок, 19/13);
- Доходный дом Саровской пустыни (1916, Старосадский переулок, 6/12 — Петроверигский переулок, 12/6), ценный градоформирующий объект[9].
- Перестройка особняка И. Никитина (предположительно) (1914, Егорьевск, улица Советская, 73/20)[16];
- Дом Общества потребителей (1914, Егорьевск).

## Комментарии
1. ↑  Здесь и далее проекты и постройки даны по М. В. Нащокиной, с необходимыми дополнениями и уточнениями.